# 龔古爾站
龔古爾站（法語：Goncourt）是巴黎地鐵的一個車站。龔古爾站位於巴黎十區和巴黎十一區的交界處，開通於1935年4月28日。車站名稱來自於龔古爾街，而龔古爾街則是取名自作家龔古爾兄弟。

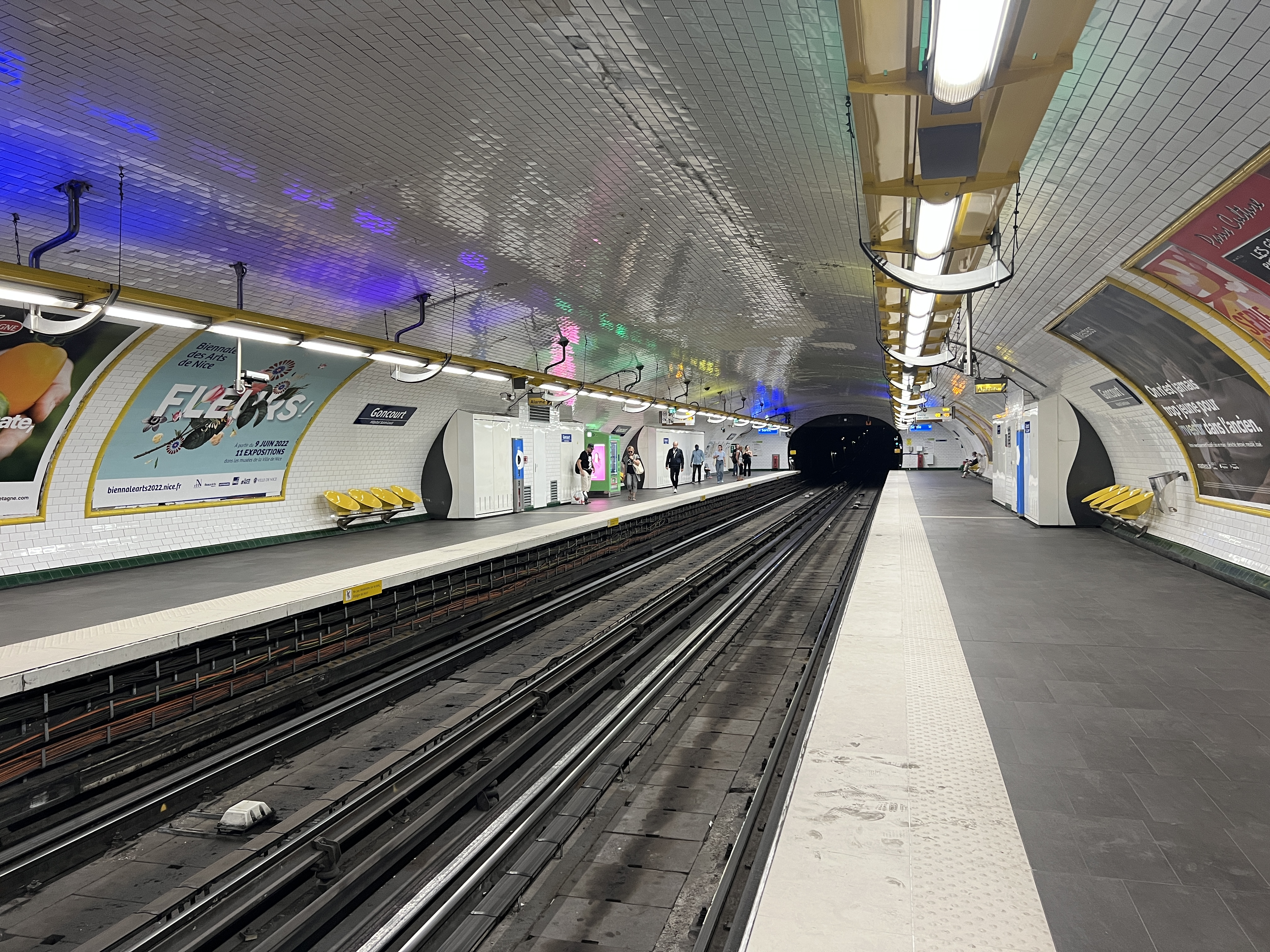
月台（2022年6月）

## 車站結構
| G  | 街道層             | 出入口             |
| B1 | 夾層               | 往出入口           |
| B2 | 側式月台，右側開門 | 側式月台，右側開門 |
| B2 | 南行               | 往夏特雷（共和）   |
| B2 | 北行               | 往丁香鎮（美麗城） |
| B2 | 側式月台，右側開門 |                    |